# Bernard Vukas
Bernard Vukas, detto Bajdo (Zagabria, 1º maggio 1927 – Zagabria, 4 aprile 1983), è stato un calciatore jugoslavo, di ruolo centravanti.
Vinse due medaglie d'argento olimpiche nel 1948 e 1952.

## Carriera

### Club
Iniziò la carriera da calciatore nelle giovanili dn una delle più antiche società dell'attuale Croazia, il Concordia Zagabria.
Tra il 1945 e il 1946 andò a giocare nell'Amateur Zagabria poi l'anno seguente entrò in una società di alto spessore come l'NK Zagabria, dove giocò solo una stagione.
Nell'estate del 1947 venne acquistato da una società nella quale diverrà uno dei più forti attaccanti in quegli anni in Jugoslavia, l'Hajduk Spalato, nelle cui file riuscì a vincere tre campionati jugoslavi (1950, 1952, 1955). Divenne in poco tempo il capitano della squadra e nella stagione 1954-1955 vinse il titolo di capocannoniere con 20 gol. Dopo quella stagione memorabile fu eletto sportivo jugoslavo del 1955.
Ma a dare la misura della classe e della forza del Vukas (come di tutti gli assi calcistici dell'epoca) in ambito europeo sono le sue due apparizioni con le formazioni FIFA del "Resto d'Europa", nel 1953 e nel 1954. Questi incontri, infatti, erano le uniche "vetrine" (a parte i Mondiali) per i calciatori dell'epoca, in quanto la televisione era ovunque agli inizi e i vari trofei individuali ancora non erano stati inventati.
La prima partita viene disputata contro l'Inghilterra, a Wembley: è pareggio, 4-4. Con due reti ciascuno di Giampiero Boniperti e di Ladislav Kubala, naturalizzato spagnolo, ma già centravanti delle nazionali cecoslovacca e ungherese. Della formazione faceva ancora parte lo svedese del Milan Gunnar Nordahl (cinque volte capocannoniere del torneo italiano), mentre accanto al Vukas c'erano altri tre jugoslavi: il portiere Vladimir Beara, l'ala sinistra Zebec e il mediano Čajkovski (che dieci anni dopo, da mister del Bayern Monaco, "lancerà" Franz Beckenbauer e Gerd Müller).
La seconda partita è contro una nazionale targata Great Britain, a Belfast. Vincono i continentali: 4-1. E Bernard Vukas segna 3 reti. Al suo fianco in questa occasione si trovarono il connazionale Vujadin Boškov (in seguito giocatore e poi allenatore della Sampdoria), l'austriaco Ocwirk (Sampdoria, pure lui), il francese Pallone d'Oro pochi anni dopo, Raymond Kopa, mentre la porta era difesa dal milanista Lorenzo Buffon (prozio del Buffon juventino e azzurro). Tra i britannici, invece, giocarono il leggendario mediano metodista Danny Blanchflower, il primo Pallone d'Oro della storia: Sir Stanley Matthews (già presente nel precedente incontro), e il futuro bomber della Juventus, John Charles.
Queste prestazioni e gli incontri giocati con la Nazionale jugoslava contro Germania, Ungheria, Brasile, Francia e soprattutto le due contro l'Italia (nel 1955, 4-0, e nel 1957, 6-1, in gol in entrambe le partite) convinsero i dirigenti del Bologna ad acquistarlo. Nei due campionati disputati, però, segnerà solo 2 gol.
Terminata l'esperienza bolognese tornò nella sua Spalato con l'Hajduk, dove rimase per 5 anni.
Nel 1963 all'età di 36 anni decise di intraprendere l'avventura nel calcio austriaco e la sua prima squadra fu l'Austria Klagenfurt dove giocò una stagione. La stagione successiva andò a giocare al Grazer AK. Chiuse la carriera agonistica vicino ai 40 anni nelle file del Kapfenberger.
Con la Nazionale jugoslava Vukas ha partecipato alle Olimpiadi del 1948 e del 1952, vincendo in entrambi i tornei la medaglia d'argento, e ai Mondiali del 1950 e del 1954.
Negli anni 2000 una giuria di esperti del quotidiano Večernji list l'ha proclamato migliore calciatore croato di tutti i tempi.

## Palmarès

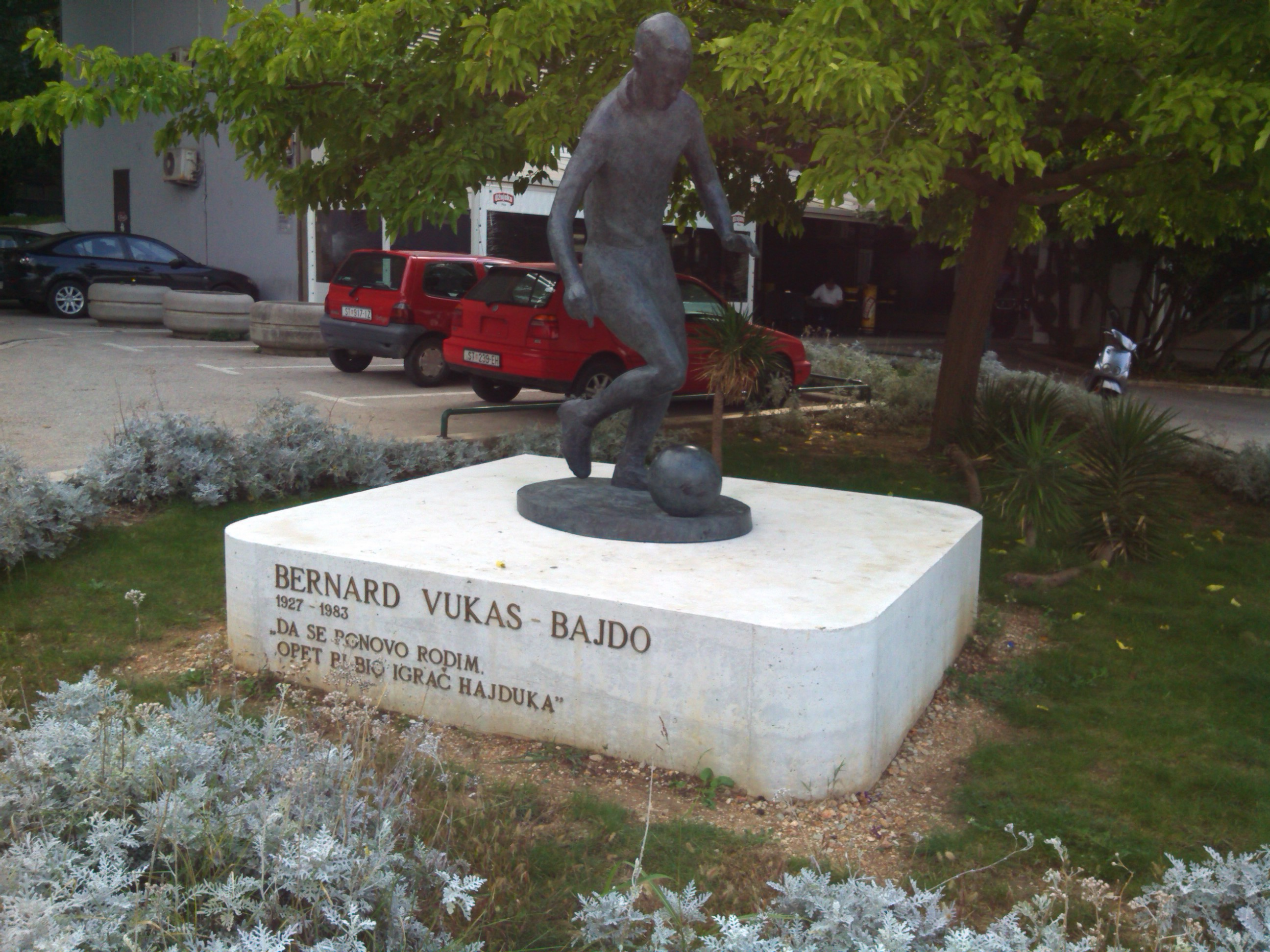
Statua in onore di Vukas di fronte allo Stadio Poljud

### Club
- Campionato jugoslavo: 3

Hajduk Spalato: 1950, 1952, 1954-1955

### Nazionale
- Argento olimpico: 2

Londra 1948, Helsinki 1952

### Individuale
- Capocannoniere della Prva Liga: 1

1954-1955 (20 gol, a pari merito con Predrag Marković e Kosta Tomašević)
- Sportivo jugoslavo dell'anno: 1

1955